# المجلس الدنماركي للاجئين
المجلس الدنماركي للاجئين منظمة إنسانية غير ربحية خُلقت إثر الثورة المجرية 1956 كردّ على أزمة اللاجئين تسبب من قبل قمعها من قبل القوات السوفيتية، ونشيطة في مختلف المشاريع الإنسانية في أكثر من 40 دولة في العالم، بما فيها الصومال والعراق وأفغانستان. كانت المنظمة نشيطة أيضًا طوال حروب يوغوسلافيا ومسؤولة عن إيصال حوالي نصف المساعدة الإنسانية لبوسنا. المنظمة معروفة كإحدى مقدمي المساعدة الإنسانية في الحرب السورية الأهلية فيحصل على مساعدة منها أكثر من 500,000 سوري وغيرهم في المنطقة.

## الروابط
- الموقف الرسمي